# ديفيد دايموند (كاتب سيناريو)
ديفيد دايموند (بالإنجليزية: David Diamond)‏ هو كاتب سيناريو أمريكي، ولد في 1900، وتوفي في 9 نوفمبر 1979.

## وصلات خارجية
- ديفيد دايموند على موقع IMDb (الإنجليزية)
- ديفيد دايموند على موقع ألو سيني (الفرنسية)
- ديفيد دايموند على موقع أول موفي (الإنجليزية)
- ديفيد دايموند على موقع قاعدة بيانات الفيلم (الإنجليزية)
- ديفيد دايموند على موقع كينوبويسك (الروسية)